# Constance-Marie Charpentier
Constance Marie Charpentier, também conhecida como Constance Marie Blondelu, (nascida em 4 de abril de 1767, Paris, – 3 de agosto de 1849, Paris) foi uma pintora francesa. Ela se especializou em cenas de gênero e retratos, principalmente de crianças e mulheres.